# Адеона
Адео́на (лат. Adeona; adeo — приходжу) — римська богиня, опікунка дітей, що поверталися додому, на відміну від Абеони, що оберігала дітей, які вперше залишили батьківський дім.
На честь цієї богині названо астероїд 145 Адеона.